# Hadaró
Hadaró románul: Hădărău, falu Romániában, Erdélyben, Fehér megyében.

## Fekvése
Nagylupsa közelében fekvő település.

## Története
Hadaró (Hădărău) korábban Nagylupsa része volt, 1956 körül vált külön 440 lakossal.
1966-ban 463, 1977-ben 413 román lakosa volt. 1992-ben 364 lakosából 363 román, 1 magyar, 2002-ben pedig 359 román lakosa volt.